# Asamblea Permanente por los Derechos Humanos

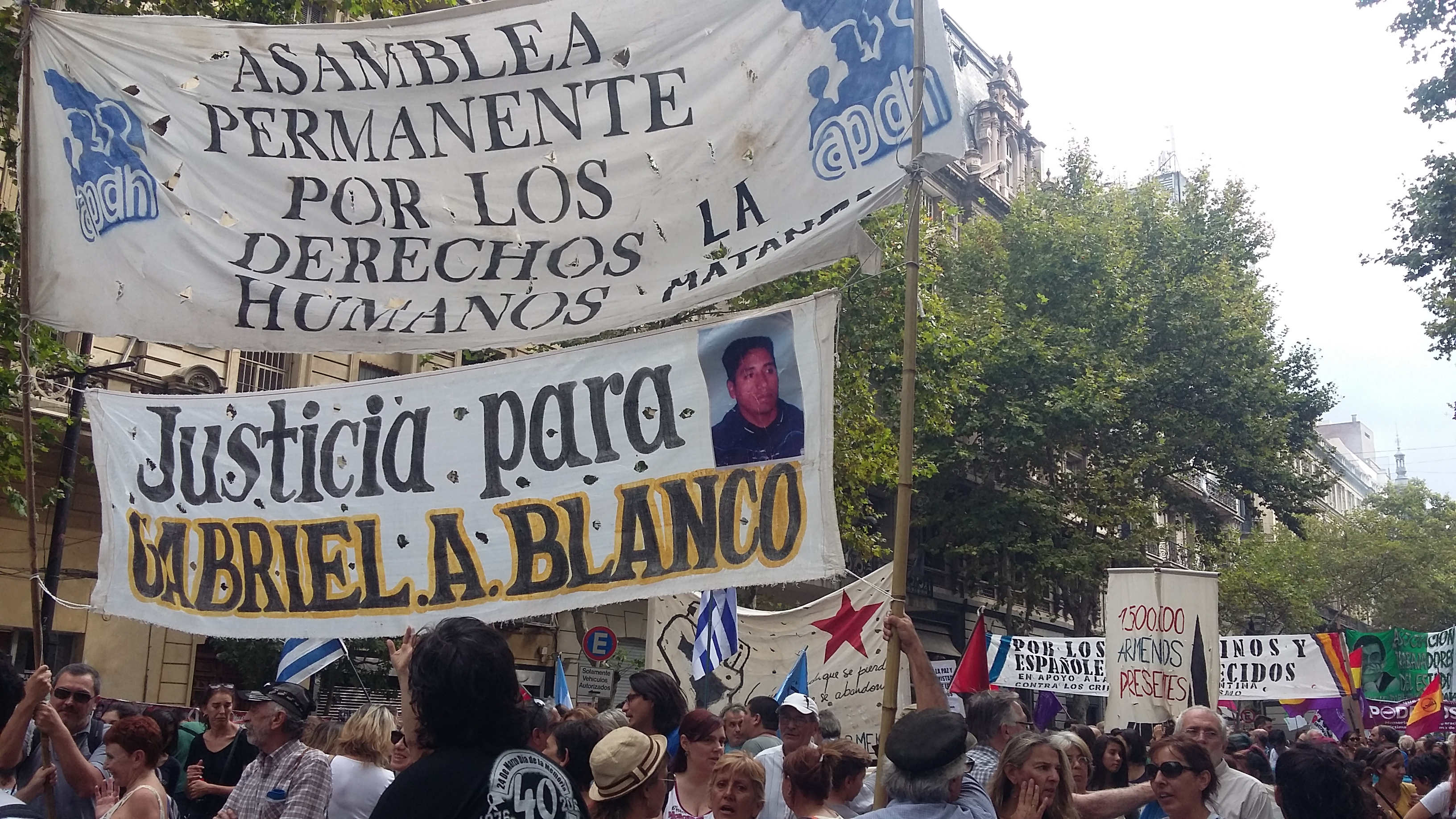

La Asamblea Permanente por los Derechos Humanos (APDH) es una organización no gubernamental de derechos humanos de la Argentina fundada en 1975. Según indica su sitio oficial, la organización es fruto de una "autoconvocatoria de personas provenientes de los más diversos sectores sociales, políticos, intelectuales, sindicales y religiosos argentinos, en respuesta a la creciente situación de violencia y de quiebra de la vigencia de los más elementales derechos humanos que se escalaba en el país".

## Historia

### Sus inicios
La Asamblea Permanente por los Derechos Humanos fue fundada el 18 de diciembre de 1975, tres meses antes del golpe militar que dio inicio a la dictadura conocida como Proceso de Reorganización Nacional, en la Casa de Ejercicios Espirituales que dependía de la Iglesia de la Santa Cruz, a raíz de una iniciativa de Rosa Pantaleón. 
Fueron sus fundadores, además de Rosa Pantaleón, el obispo de Neuquén, don Jaime de Nevares, el Sr. Eduardo Alfredo Pimentel, el Dr. Ariel Gómez, el Prof. José Miguez Bonino, el Dr. Guillermo Frugoni Rey, el Dr. Roque Raúl Aragón, el Sr. Jaime Scmirgeld, la doctora Alicia Moreau de Justo, el obispo Carlos T. Gattinoni de la Iglesia Evangélica Metodista Argentina, el Sr. Alfredo Bravo, la Sra. Susana Pérez Gallart.
También han sido miembros de la APDH personalidades como el abogado y luego Presidente de la Nación Raúl Alfonsín, el rabino Marshall Meyer, el rabino Roberto Graetz, Oscar Alende, el luego Premio Nobel de la Paz Adolfo Pérez Esquivel, Emilio Mignone y Graciela Fernández Meijide,  entre otras figuras destacadas.
Este conjunto de líderes políticos, religiosos y sociales tuvieron como principal preocupación construir un espacio institucional desde el cual fortalecerse y luchar juntos para defender los Derechos Humanos y los valores de verdad y justicia, en un contexto social y político de crecientes amenazas cotidianas a la vida y la libertad. 
Desde el día de su creación, la APDH adoptó como meta y fundamento de su acción la Declaración Universal de Derechos Humanos de las Naciones Unidas. Todos sus actos y decisiones son dirigidos por esta última.
La APDH desempeñó un importante papel de defensa de los Derechos Humanos durante la dictadura militar que gobernó el país entre los años 1976 y 1983. Las primeras misiones de la APDH fueron recolectar, registrar, ordenar y proteger las denuncias y los testimonios de familiares de personas desaparecidas o víctimas del terrorismo de Estado de diferentes formas de violaciones a los Derechos Humanos tales como secuestros, torturas, desapariciones, etc.
Cuando en 1979 vino a Argentina la Comisión Interamericana por los Derechos Humanos (CIDH) de la Organización de Estados Americanos (OEA), la APDH presentó la lista de desaparecidos (que alcanzaba casi las 5 mil denuncias), que luego fue publicada en el informe de la CIDH, informe que poco a poco se fue difundiendo en toda Argentina.

### El retorno a la democracia
Al terminar la dictadura, ocupó la Presidencia de la Nación Argentina el Dr Raúl Alfonsín, uno de los miembros fundadores de la APDH. Al mismo tiempo, el organismo entregó toda la documentación a la Comisión Nacional de Desaparición de Personas (CONADEP). También la APDH ayudó en la construcción del Informe Nunca Más y del Tribunal que se encargó de juzgar a los miembros de las Juntas Militares, y estuvo presente al lado de varios testigos que fueron garantes de la verdad durante la Causa 13.
En 1981, conjuntamente con otras organizaciones, la APDH sumó su apoyo a la ONU para la creación de la Convención Internacional para la protección de todas las personas contra las desapariciones forzadas. La Convención fue ratificada y entró en vigencia el 23 de diciembre de 2010.
La APDH siempre ha cultivado una fluida relación con los otros organismos de Derechos Humanos, sociales y ecuménicos. En ese sentido desarrolló programas especiales como por ejemplo el de Actuación Policial en Grandes Manifestaciones conjuntamente con el Servicio de Paz y Justicia, el CELS, las Abuelas de Plaza de Mayo, la Academia de Policía de Holanda y el Ministerio de Justicia y Derechos Humanos de la Nación, los que dieron lugar a cursos sobre derechos humanos en instituciones policiales, al análisis del comportamiento policial en manifestaciones sociales, grandes espectáculos y otros eventos, no sólo pensando en una instrucción unidireccional, sino en diálogo permanente con los efectivos que debían enfrentar tales situaciones. 
Asimismo, en conjunto con el Relator Especial de la ONU Dr. Leandro Despouy y la Agencia Española de Cooperación para el Desarrollo (AECID) desarrolló el Programa de Independencia y Acceso a la Justicia, que luego dio lugar a eventos sobre Acceso a la Justicia de Mujeres, Niñez, Pueblos Originarios y Discriminación. 
Las Secretarías y Comisiones realizan talleres sobre diferentes aspectos de los Derechos Humanos como la capacitación de personas que buscan trabajo, paneles, conferencias, seguimiento de problemas sociales buscando abarcar los derechos civiles y políticos, económicos, sociales y culturales. Se ha fomentado la creación de hogares para mujeres maltratadas, programas y cursos educativos, promoción de los derechos de niños y adolescentes, personas con discapacidades diferentes, han acompañado a pueblos originarios en todo el país que luchan por sus derechos, tomando acciones judiciales en defensa de territorios y culturas originarias.
El 7 de diciembre de 2011 la APDH y el Ministerio de Justicia y Derechos Humanos de la Nación suscribieron un acuerdo (Proyecto de Juicios de Lesa Humanidad) con el objetivo principal de impulsar los procesos judiciales de lesa humanidad. Las metas que se fijaron entonces fueron: 
- Realizar un inventario y seguimiento de las intervenciones de las distintas regionales de la APDH en juicios de Lesa. Y que APDH sea presente en todos los juicios donde tenga regionales. El Estado cubra los gastos de APDH cuando esta intervenga en los juicios de Lesa Humanidad;
- Funcionar de manera coordinada y acompañada (entre abogados/as litigantes de Apdh): creación de un equipo móvil para juicio oral de abogados/as asistentes constituido por especialistas de la APDH de diversas provincias, cuyo objeto es asistir a las querellas durante la primera y última semana del juicio y en los alegatos. En total son 14 las jurisdicciones donde APDH interviene: Ciudad Autónoma de Buenos Aires, San Martín (Buenos Aires), Dolores / Bahía Blanca (Buenos Aires), Mar del Plata (Buenos Aires), Olavarría (Buenos Aires), Formosa (Formosa), San Salvador de Jujuy (Jujuy), Mendoza (Mendoza), San Rafael (Mendoza), Rosario (Santa Fe), San Juan (San Juan), San Luis (San Luis), Santiago del Estero (Santiago del Estero), San Miguel de Tucumán (Tucumán).[5]

## Actualidad
En la actualidad la APDH trabaja para consolidar la Democracia, defendiendo la protección de la vida, la dignidad humana y convivencia social. Participa en distintos organismos para poder consolidar la vigencia de nuestros Derechos Humanos:
- Status consultivo II ante el Consejo Económico y Social (ECOSOC) de las Naciones Unidas;[6]
- Registro Memoria del Mundo UNESCO: patrimonio documental de la APDH;[7]
- Registrada en Organizaciones de la Sociedad Civil (OSC) de la OEA;[8]
- Registrada en la Unidad de Apoyo a la Participación Social del Mercosur;
- INADI Instituto Nacional contra la Discriminación la Xenofobia y el Racismo;[9]
- Ente Público Espacio para la Memoria, la Promoción y Defensa de los Derechos Humanos;[10]
- Memoria Abierta (Acción Coordinada de organismos de Derechos Humanos);[11]
- Foro Social de Salud y Medio Ambiente de la Argentina.

En el plano regional y continental, interactúa en emprendimientos comunes con redes internacionales, tales como el Consejo Mundial de Iglesias, la Alianza Social Continental, la Asociación Americana de Juristas, el Foro Social Mundial y el Consejo Mundial de la Paz, entre otras entidades.

## Cómo actúa
Recoge, estudia y valora los datos de la realidad Nacional referentes a los Derechos Humanos. 
- Denuncia las violaciones a los Derechos Humanos.
- Gestiona ante las autoridades públicas, las instituciones y las entidades la vigencia concreta de esos derechos.
- Desarrolla acciones pedagógicas destinadas a contribuir a la formación de sujetos de derechos.
- Difunde los documentos normativos de la Constitución Nacional, pactos, declaraciones, convenciones, etc.
- Asesora a las víctimas de violaciones a los DDHH.
- Trabaja a las entidades fraternas que defienden la vigencia de los Derechos Humanos.
- Promueve la sanción de aquellas leyes necesarias para asegurar la vigencia de los Derechos Humanos.

## Actividades
La APDH está integrada fundamentalmente por personas que aportan su esfuerzo voluntariamente. Tiene su sede principal en la Ciudad de Buenos Aires, y filiales en varias ciudades del resto del país.
Sus tareas principales son:
- Velar por el esclarecimiento de los delitos de lesa humanidad cometidos;
- Preservar la memoria con un sentido de convocatoria a la acción ciudadana;
- Organizar la documentación sobre el funcionamiento de la represión;
- Recoger, estudiar y valorar los datos de la realidad nacional referentes a los Derechos Humanos;
- Denunciar las violaciones a los Derechos Humanos y brindar asesoramiento a sus víctimas;
- Colaborar con las gestiones necesarias ante autoridades públicas, instituciones y entidades de vigencia concreta de los derechos;
- Desarrollar acciones pedagógicas destinadas a contribuir a la formación de sujetos de derecho;
- Difundir documentos normativos: Constitución Nacional, pactos, declaraciones, convenciones, etc.;
- Trabajar y cooperar en conjunto con las entidades fraternas que luchan por los Derechos Humanos;
- Promover la adaptación de medidas necesarias para concretar la realización de los Derechos Humanos.

## Financiamiento
La APDH es una organización sin fines de lucro cuyo financiamiento es totalmente basado en donaciones y aportaciones individuales o que proceden de agencias gubernamentales o intergubernamentales cuando se trata de proyectos especiales o del mantenimiento de la estructura.
Hoy en día, los recursos financieros de la organización se componen del:
- 40% de	subsidios de la legislatura bonaerense
- 35% de	Proyectos/Contenidos
- 11% de	las cuotas de los miembros
- 9%	donaciones
- 5% de	otros ingresos

## Autoridades
- Consejo de Presidencia: cuerpo colegiado integrado por voluntarios/as de diversos sectores sociales, políticos, religiosos, laborales y sindicales. Examina el informe anual de la Mesa Directiva, fija la posición doctrinaria, y elige entre sus miembros a integrantes de la Mesa Directiva. Se reúne anualmente.
- Mesa Directiva: integrada por miembros del Consejo de Presidencia. Establece las acciones a desarrollar en cumplimiento de las líneas fijadas por el Consejo de Presidencia. Se reúne mensualmente.
- Comisión Ejecutiva: integrada por los presidentes, vicepresidentes, secretarios de la Mesa Directiva, tesorera y secretaria coordinadora. Ejecuta la labor establecida por la Mesa Directiva a la que informa sobre el estado de las acciones realizadas o en curso de resolución y propone actividades y agenda de trabajo. Sesiona semanalmente.
- Secretarías: Integradas por personalidades especializadas en los respectivos asuntos. Recogen la información de la realidad Nacional, efectúan estudios, elaboran informes y propuestas de documentos. Organizan conferencias, debates, jornadas, seminarios y publicaciones de acuerdo a sus objetivos. Las diferentes secretarías son divididas en áreas distintos:
  - Archivo Documental
  - Asuntos jurídicos
  - Educación
  - Investigación
  - Los Adultos Mayores y sus Derechos
  - Mujeres, Igualdad de Género y Diversidad
  - Niñez y adolescencia
  - Paz y Libre Determinación de los pueblos
  - Comunicación
  - Pueblos Originarios
  - Relaciones Internacionales
  - Salud
  - Salud Mental
  - Seguridad y Derechos Humanos[12]
  - Promoción de un Estado Laico

Desde diciembre de 2017, las tres copresidentes de la APDH son Norma Ríos, Gisela Cardozo y María Elena Naddeo.  
Entre las personalidades que integran la APDH se encuentran periodistas como Luisa Valmaggia, escritores como Ernesto Sabato y Noé Jitrik, religiosos como Monseñor Justo Laguna († 2011) y el Rabino Daniel Goldman, pintores como Luis Felipe Noé, cantantes como León Gieco, científicos como José Federico Westerkamp, juristas como Raúl Zaffaroni, sindicalistas como Marta Maffei.

## Publicaciones
La APDH ha realizado numerosas publicaciones relacionadas con los derechos humanos. Entre ellas:
- Seguridad Nacional, sistema republicano de Gobierno y derechos individuales
- La Desaparición forzada de Personas
- La desaparición como crimen de lesa humanidad
- Racismo y violencia (sobre la historia y las etnias en los textos escolares)
- La mujer trabajadora y sus derechos
- Violencia familiar-Mujer golpeada
- Drogadictos, ¿víctimas o culpables?
- Talleres de Vida" Educación por los derechos humanos
- Los Derechos Humanos de la mujer a los 50 años de la Declaración Universal
- Culpables para la sociedad, impunes por la ley
- Los derechos de la mujer, son Derechos Humanos?
- Las cifras de la guerra sucia
- Los derechos reproductivos son derechos humanos
- Orden económico y Derechos Humanos
- Fundamentos de los Derechos Humanos

Las siguientes publicaciones pueden ser consultadas en línea:
- Memoria y Dictadura, 2006 Archivado el 31 de mayo de 2011 en Wayback Machine.
- Discriminación: un abordaje didáctico desde los Derechos Humanos, 2006
- ¿Qué es esto de los Derechos Humanos? Apuntes para una reflexión crítica: historias, documentos, conceptos y actividades (diciembre, 2012)
- Las conquistas de las Mujeres en los 30 años de Democracia (abril, 2015)[13]

## Premios recibidos
2017
- Por su aporte invaluable a la defensa de la Causa Armenia y de los Derechos Humanos - Consejo Nacional Armenio de Sudamérica.
2016
- Memoria, Verdad y Justicia - Por su inclaudicable compromiso en la defensa de los Derechos Humanos - Facultad de Ciencias Sociales de la Universidad de Buenos Aires.
2015
- Distinción para la contribución en la búsqueda de una sociedad sin discriminación, xenofobia y racismo - INADI.
2014
- Homenaje de la Cámara de Diputados de la Nación a la Asamblea Permanente por los Derechos Humanos en reconocimiento a su incansable lucha por la justicia, la dignidad humana y la memoria en conmemoración por el undécimo aniversario del fallecimiento de Alfredo Bravo.
- Memorial de la Paz y la Solidaridad entre los Pueblos - En reconocimiento a su compromiso solidario junto a los pueblos en la construcción de la paz como fruto de la justicia - Fundación Servicio Paz y Justicia.
2007
- A los hermanos en la lucha por compartir la construcción de la Memoria y la búsqueda de la Verdad y la Justicia. Madres de Plaza de Mayo. Línea Fundadora.
2006
- Diploma de Reconocimiento a la Trayectoria Cívica por el sostenimiento de la Memoria, la Verdad y la Justicia. Facultad de Ciencias Sociales. Universidad de Buenos Aires. Resolución del Consejo Directivo N° 8/06.
- Por la defensa de la Vida y la construcción de una Sociedad más Justa. Facultad Regional Avellaneda. Universidad Tecnológica Nacional.
2005
- Por su sostenida actuación en la defensa de los Derechos Humanos, la protección de la vida, la dignidad humana y la convivencia social. Delegación de Asociaciones Israelitas Argentinas- DAIA.
2000
- Por 25 años de Lucha y Compromiso por la Vigencia de los Derechos Humanos. Abuelas de Plaza de Mayo.
1999
- Institución participativa 1999. Centro para la Participación y el Control Ciudadano. Gobierno de la Ciudad de Buenos Aires.
1996
- Premio Vida - En reconocimiento por su ejemplo de vida. Otorgado por la Central de Trabajadores Argentinos - CTA.
- En reconocimiento a la APDH cuya labor cotidiana demuestra que Otro País es Posible - FREPASO.
1995
- Premio Nexo - A entidades que por su destacada trayectoria consolidan la lucha contra la discriminación.
1991
- Memorial de la Paz y la Solidaridad entre los Pueblos: por el compromiso en defensa de la Vida y la Dignidad entre los Pueblos. Fundación Servicio Paz y Justicia.
1989
- Premio Vladimir Herzog de Anistia e Direitos Humanos - Sao Paulo - Concedido a la Revista "Derechos Humanos", revista de la APDH
1988
- Mención Especial de TEA - Taller Escuela Agencia a la Revista "Derechos Humanos", revista de la APDH.

## Delegaciones
- Buenos Aires: Azul, Balcarce, Conurbano sur, La Matanza (delegación autónoma), La Plata (delegación autónoma), Mar del Plata, Miramar, Olavarría, Punta Indio, Tres Arroyos, Villa Gesell, Zona Norte;
- Catamarca: Catamarca (ciudad);
- Chubut: Esquel, Noroeste de Chubut;
- Córdoba: Córdoba (Ciudad), Río Tercero, Villa María;
- Formosa: Formosa (ciudad);
- Mendoza: Malargüe, San Rafael;
- Río Negro: Bariloche, El Bolsón, Viedma;
- San Luis: San Luis (ciudad);
- San Juan: San Juan (ciudad);
- Santa Fe: Rosario;
- Santiago del Estero: Santiago del Estero (ciudad);
- Tierra del Fuego: Ushuaia;
- Tucumán: San Miguel de Tucumán (ciudad).[14]